# Спирмон, Уоллас (старший)
Уоллас Спирмон старший (англ. Wallace Spearmon Sr.; род. 3 сентября 1962) — американский легкоатлет, специалист по бегу на короткие дистанции. Выступал за сборную США по лёгкой атлетике во второй половине 1980-х годов, обладатель бронзовых медалей Игр доброй воли в Москве и Панамериканских игр в Индианаполисе, двукратный чемпион Универсиады в Загребе, призёр первенств национального значения, участник чемпионата мира в Риме.

## Биография
Уоллас Спирмон родился 3 сентября 1962 года.
Занимался бегом в Университете Арканзаса, состоял в университетской легкоатлетической команде «Арканзас Рейзорбэкс», проходил подготовку под руководством тренера Джона Макдоннелла. Неоднократно принимал участие в различных студенческих стартах, в том числе успешно выступал на чемпионатах Национальной ассоциации студенческого спорта (NCAA) — в 1985 году помог команде выиграть общий зачёт. Дважды получал статус всеамериканского спортсмена.
Впервые заявил о себе на международном уровне в сезоне 1986 года, когда вошёл в состав американской национальной сборной и выступил на впервые проводившихся Играх доброй воли в Москве, где в зачёте бега на 200 метров завоевал бронзовую награду, уступив только своим соотечественникам Флойду Хёрду и Дуэйну Эвансу.
В 1987 году в дисциплине 200 метров стал серебряным призёром на чемпионате США в Сан-Хосе, финишировав вторым позади титулованного Карла Льюиса. Будучи студентом, представлял Соединённые Штаты на Универсиаде в Загребе, где выиграл индивидуальный бег на 200 метров и эстафету 4 × 100 метров. Также в этом сезоне был третьим на Панамериканских играх в Индианаполисе, дошёл до полуфинала на чемпионате мира в Риме.
Завершил спортивную карьеру по окончании сезона 1989 года.
Впоследствии проявил себя на тренерском поприще, тренировал своего сына Уолласа Спирмона младшего, который впоследствии стал чемпионом мира.